# Simbatan (Nguntoronadi)
Simbatan is een bestuurslaag in het regentschap Magetan van de provincie Oost-Java, Indonesië. Simbatan telt 3052 inwoners (volkstelling 2010).